# Adolf von Heinleth

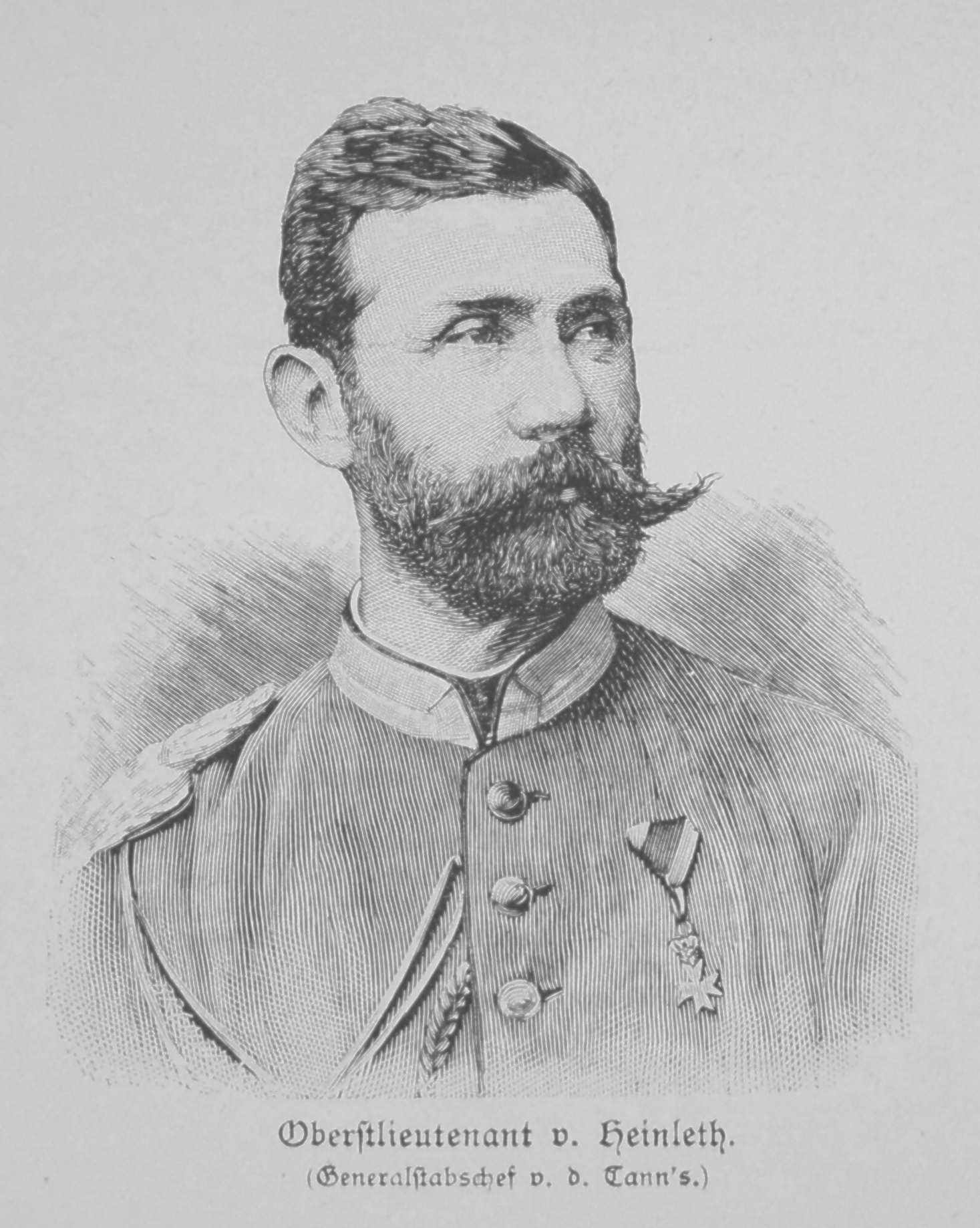
Oberstleutnant von Heinleth

Franz Xaver Adolf von Heinleth (* 24. Oktober 1823 in München; † 26. Februar 1895 ebenda) war ein bayerischer General der Infanterie und Kriegsminister.

## Leben

### Herkunft
Adolf war ein Sohn des Sekretärs beim Appellationsgericht für den Illerkreis Franz de Paula von Heinleth (1771–1824) und dessen Ehefrau Ursula, geborene Pilgram († 1858).

### Militärkarriere
Nach der Erziehung im Kadettenkorps trat Heinleth 1842 als Junker in das Infanterie-Leib-Regiment der Bayerischen Armee in München ein. Den Deutschen Krieg von 1866 machte er als Major und Generalstabsoffizier der 4. Division mit. Im Deutsch-Französischen Krieg zeichnete er sich als Oberstleutnant und Chef des Generalstabs des I. Armee-Korps bei Wörth, Sedan und Orléans aus. Besonders bei der Einnahme von Orleans am 11. Oktober 1870 tat er sich hervor, indem er persönlich den Angriff des 1. Infanterie-Regiments „König“ führte. Für diese Leistung wurde Heinleth mit dem Ritterkreuz des Militär-Max-Joseph-Ordens beliehen.
Wenige Monate nach seiner Beförderung zum Generalmajor kam Heinleth 1875 zur Besatzungsbrigade nach Metz und wurde 1878 Chef des Generalstabs der Armee, 1882 Kommandeur der 4. Division sowie Generalleutnant. Im April 1885 folgte seine Berufung zum Staatsrat und Kriegsminister. In dieser Stellung war er für die volle Schlagfertigkeit der Armee und deren vertragsmäßige Übereinstimmung mit dem Reichsheer verantwortlich.
Im Mai 1890 trat er aus Gesundheitsgründen in den Ruhestand. Anlässlich seiner Verabschiedung würdigte Prinzregent Luitpold ihn durch die Verleihung des Großkreuzes des Verdienstordens der Bayerischen Krone.

### Familie
Heinleth heiratete am 10. Februar 1857 in München Wilhelmina Gärtner (1838–1923), eine Tochter des Architekten Friedrich von Gärtner. Das Paar hatte mehrere Kinder:
- Klara (* 1858) ⚭ 1879 Eduard Naumann, preußischer Oberst a. D.
- Gabriele (* 1859) ⚭ 1885 Lambert Krahe († 21. August 1896) preußischer Oberstleutnant a. D.
- Richard (*/† 1862)
- Karl (* 7. Juli 1863 in München), Badearzt ⚭ 1897 Elsa von Blume (* 1872)
- Sophia (* 1865) ⚭ 1894 Anton Delbrück (1862–1944), deutscher Psychiater und Klinikdirektor
- Maria (* 1867) ⚭ 1889 Karl von Bomhard (1866–1938), bayerischer Generalmajor